# Шелест Олексій Петрович
Олексій Петрович Шелест (нар. 27 березня 1973, Косівщина, Сумська область) — український легкоатлет, спеціаліст зі спортивної ходьби. Виступав за збірну України з легкої атлетики з 1990-х по 2010-ті роки, срібний призер Кубка світу в командному заліку, багаторазовий переможець та призер першостей національного значення, учасник двох літніх Олімпійських ігор.

## Біографія
Олексій Шелест народився 27 березня 1973 року в селі Косівщина Сумської області Української РСР.
Вперше заявив про себе на міжнародному рівні у сезоні 1997 року, коли увійшов до складу української національної збірної та виступив на Кубку світу зі спортивної ходьби у Подебрадах, де на дистанції 50 км посів 73-е місце. У 1998 році в тій же дисципліні показав 25-й результат на Кубку Європи в Дудинці. 1999 року вперше здобув перемогу на чемпіонаті України у ходьбі на 50 км.
У 2000 році посів 18-е місце на Кубку Європи в Айзенхюттенштадті. Завдяки низці вдалих виступів отримав право захищати честь країни на літніх Олімпійських іграх у Сіднеї — у програмі ходьби на 50 км показав результат 4:07:39, розташувавшись у підсумковому протоколі змагань на 32-му рядку. На Кубку Європи 2001 року в Дудинці прийшов до фінішу 26-го.
У 2003 році посів 21-е місце на Кубку Європи в Чебоксарах. На Кубку світу 2004 року в Наумбурзі зійшов із дистанції, не показавши жодного результату. У 2005 році посів 22-е місце на Кубку Європи в Мішкольці. У 2006 році показав 48-й результат на Кубку світу в Ла-Коруньє. На Кубку Європи 2007 року у Ройал-Лемінгтон-Спа фінішував на 24-й позиції. У 2008 році посів 22-е місце на Кубку світу в Чебоксарах. Представляв Україну на Олімпійських іграх у Пекіні — цього разу в ходьбі на 50 км показав час 3:59:46 і став 27-м.
У 2009 році Шелест фінішував дев'ятим на Кубку Європи в Меці та 16-му на чемпіонаті світу в Берліні. При цьому його викрили у порушенні антидопінгових правил, взята у нього проба показала наявність забороненого препарату карфедону. У результаті спортсмена усунули від участі у змаганнях на два роки. Після закінчення терміну дискваліфікації Олексій Шелест відновив спортивну кар'єру та продовжив брати участь у найбільших міжнародних стартах у складі української національної збірної. Так, у 2012 році на змаганнях в Івано-Франківську він встановив особистий рекорд у ходьбі на 50 км. — 3:53:46, а на Кубку світу в Саранську посів 16-те місце в особистому заліку 50 км призером командного заліку.